# Żychlin
Żychlin é um município da Polônia, na voivodia de Łódź e no condado de Kutno. Estende-se por uma área de 8,69 km², com 8 414 habitantes, segundo os censos de 2016, com uma densidade de 969,4 hab/km².